# Palestinska Sirija
Palestinska Sirija (latinsko Syria Palaestina, grško starogrško Συρία ἡ Παλαιστίνη, Syría hē Palaistínē) je bilo ime, s katerim je rimski cesar Hadrijan poimenoval rimsko provinco Judejo po zatrtju Bar Kohbove vstaje leta 135 n. št.
Okoli leta 357 je bila provinca razdeljena na Prvo Palestino in Palestino Salutaris. Leta 409 je bil Prva Palestina še naprej razdeljena na manjšo Prvo Palestino  in Drugo Palestino. Palestina Salutaris je bila preimenovana v Tretjo Palestino ali Palestino Salutaris.

## Ozadje
Sirija je bila zgodnja rimska provinca. K Rimski republiki jo je priključil Pompej po porazu armenskega kralja Tigrana Velikega v tretji mitridatski vojni leta 64 pr. n. št. Po delitvi Herodovega kraljestva v tetrarhijo leta 6. n. št., jo je postopoma absorbiralo Rimsko cesarstvo. Rimski Siriji sta pripadli Itureja in Trahonit.  
Rimska provinca Judeja je obsegala pokrajine Judeja, Samarija in Idumeja. Kasneje se je razširila na dele nekdanjega Hasmonejskega in Herodovega izraelskega kraljestva. Ime je dobila po Judejski tetrarhiji Heroda Arhelaja, vendar je obsegala veliko večje ozemlje.
Glavno mesto rimske Sirije je bila od samega začetka rimske vladavine Antiohija, medtem ko je bilo glavno mesto province  Judeje leta 6 n. št. prestavljeno v Cezarejo Maritimo.
Judejska provinca je bila že ob ustanovitvi leta 6 n. št. med Kvirinijevim popisom prebivalstva prizorišče nemirov. Provinci Judeja in Sirija sta bili ključni prizorišči vse večjih konfliktov med judovskim in helenističnim prebivalstvom, ki so eksplodirali v več judovsko-rimskih vojnah. V prvi judovsko-rimski vojni (66–70 n. št.) je bil leta 70 uničen jeruzalemski tempelj in uvedena judovska taksa (Fiscus Judaicus).  Prvi vojni sta sledili Kitosova vojna (117-118) in Bar Kohbova vstaja (132–135). V slednji so uporniki obladovali dele Judeje. Hadrijan je proti njim poslal Seksta Julija  Severja, ki je upor brutalno zatrl. 
Hadrijan je malo  pred vstajo ali kmalu po njej spremenil ime Judeje v Palestinska Sirija in na ruševinah Jeruzalema ustanovil  Aelio Capitolino. Večina poznavalcev sklepa, da je bila ustanovitev cesarjev poskus prekinitve povezav Judov s to regijo. Ozadje in Hadrijanovi razlogi za spremembo imena so nejasni.

## Zgodovina

### Utrditev meja
Po zlomu Bar Kohbove vstaje  je rimski cesar Hadrijan provinco Judejo preimenoval v Palestinsko Sirijo.
Ime Palestinska Sirija ni bilo novo, saj ga je na primer Herodot uporabil že v 5. stoletju pr. n. št. v razpravi o delih pete province Ahemenidskega cesarstva. Imenoval jih je Fenicija, Ciper in "tisti del Sirije, ki se imenuje Palestina" (jonsko grško Συρίη ἡ Παλαιστίνη, Suríē hē Palaistínē).  Leta 2018 je Nur Masalha opisal Palestino kot del obsežnejše sirske regije, ki je obsegala Levant od Kapadokije in Kilikije na severu do Fenicije in Palestine, ki sta  na jugu  mejili na Egipt. Mesto Aelia Capitolina je zgradil cesar Hadrijan na ruševinah Jeruzalema. Glavno mesto Sirije je ostala Antiohija.
Okoli leta 300 je bila Palestinska Sirija razširjena na južni del rimske province Arabia Petrea: Negev, del Sinaja in Edom.

### Konflikt s Sasandi in ustanovitev Palmirskega cesarstva
Leta 212 se je trgovanje Palmire zmanjšalo zaradi sasanidske zasedbe ustja Evfrata in Tigrisa. Leta 232 se je rimska sirska legija neuspešno uprla Rimskemu cesarstvu. 
Rimski cesar Valerijan je za guvernerja Palestinske Sirije imenoval Septimija Odenata, kneza aramejske države Palmira. Ko so Valerijana leta 260 ujeli Sasanidi in je umrl v perzijskem ujetništvu, je Odenat na maščevalnem pohodu prodrl vse do Ktezifona pri sedanjem Bagdadu in dvakrat napadel mesto. Po Odenatovem umoru, ki ga je izvedel njegov nečak Makonij, je oblast prevzela Odenatova žena Zenobija in v Palmiri vladala v imenu svojega sina Vabalata. 
Zenobija se je uprla rimski oblasti in s pomočjo Kasija Longina zasedla Bosro in ozemlje na zahod do Egipta in ustanovila kratkoživo Palmirsko cesarstvo. Zatem je zasedla Antiohijo in velik del Anatolije. Leta 272 je rimski cesar Avrelijan končno ponovno vzpostavil rimsko blast in oblegal in opustošil Palmiro. Mesto ni nikoli več doseglo svoje nekdanje slave. Avrelijan je Zenobijo ujel in jo odpeljal v Rim. Z Zenobijo, okovano v zlate verige, je v prisotnosti senatorja Marcela Petra Nutena paradiral po Rimu, potem pa ji je dovolil umik v vilo v Tiburju, kjer je še nekaj let aktivno delovala v rimski družbi. V Palmiri je ustanovil legionarsko trdnjavo. Palmira je bila še nekaj časa aktivno trgovsko mesto, vendar ni ostala pomembna postaja na rimskih cestah v Sirijski puščavi.
Dioklecijan je v Palmiri zgradil Dioklecijanov tabor za več legij in mestno obzidje, s katerim je nameraval mesto zaščititi pred Sasanidi. V bizantinskem obdobju je bilo v mestu zgrajenih samo nekaj cerkva, večina mesta pa je začela propadati.

### Reorganizacija
Okoli leta 390 je bila Palestinska Sirija reorganizirana v več upravnih enot: Palestina Prima (Prva Palestina), Palestina Secunda (druga Palestina) in Palestina Tertia (Tretja Palestina, v 6. stoletju) ter  Sirija Prima (Prva Sirija), Fenicija Prima (Prva Fenicija)  in Fenicija Lebanensis (Libanonska Fenicija). Vse so bile vključene v veliko bizantinsko Diecezo Vzhod. V diecezo so spadale tudi province Izavrija, Kilikija, Ciper (do leta 536), Eufratenzis, Mezopotamija, Osroena in Arabija Petraea.
V Palestino Primo so spadale Judeja, Samarija, Paralija in Perea z guverjem v Cezareji. Palestina Secunda je obsegala Galilejo, spodnjo Izraelsko dolino, pokrajine v Vzhodni Galileji in zahodni del nekdanjega Dekapolisa. Upravno središče je bil Skitopolis. V Palestino Tertio je spadal Negev, južni transjordanski del Arabije in večina Sinaja s Petro, kjer je običajno uradoval guverner. Palestina Tertia je bila znana tudi kot Palestina Salutaris.

## Religija

### Rimski kult
Po judovsko-rimskih vojnah (66-135 n. št.) je pomen Jeruzalema za krščanstvo začel upadati, ker se je mesto za nekaj časa pretvorilo v pogansko Aelio Capitolino. Zanimanje je ponovno začelo rasti po romanju Konstantinove matere Helene v Sveto deželo okoli leta 326-328. 
V Judeji so bila ustanovljena nova poganska mesta Elevteropol (Bait Jibrin), Diopol (Lidd) in Nikopol (Emmaus).

### Zgodnje krščanstvo
Rimljani so uničili krščansko judovsko skupnost v Jeruzalemu, ki je obstajala od Jezusovih časov. Tradicionalno se verjame, da so jeruzalemski kristjani dočakali judovsko-rimske vojne v Pelli v Dekapolisu.
Vrsta judovskih škofov v Jeruzalemu, ki naj bi se začela z Jezusovim bratom Jakobom Pravičnim, je v cesarstvu prenehala obstajati. Hans Kung v svoji knjigi Islam: preteklost sedanjost in prihodnost namiguje, da so judovski kristjani poiskali zatočišče v Arabiji. Krščanstvo se je prakticiralo tajno. Pod Septimijem Severjem (193–211 n. št.) se je helenizacija Palestine nadaljevala.

## Prebivalstvo
V južnem Levantu so do okoli leta 200 kljub genocidu v judovsko-rimskih vojnah prevladovali Judje. Drugi del prebivalstva so tvorili Samarijani in pogani.
Na začetku bizantinskega obdobja in razpustitvi Palestinske Sirije so Judje postali manjšina ob Samarijanih, poganskih Grko-Sirijcih in večinskih sirijskih kristjanih.